# (7626) Iafe
(7626) Iafe est un astéroïde de la ceinture principale.

## Description
(7626) Iafe est un astéroïde de la ceinture principale. Il fut découvert le 20 août 1976 à El Leoncito par l'Observatoire Félix-Aguilar. Il présente une orbite caractérisée par un demi-grand axe de 3,17 UA, une excentricité de 0,09 et une inclinaison de 9,9° par rapport à l'écliptique.

## Compléments